# Battersea Park (stacja kolejowa)
Battersea Park – stacja kolejowa w Londynie w dzielnicy Wandsworth, położona w pobliżu elektrowni Battersea na południowym brzegu Tamizy. Budynek dworca pochodzi z epoki wiktoriańskiej. Ze stacji rocznie korzysta 740 580 pasażerów (dane za okres od kwietnia 2020 do marca 2021). W systemie londyńskiej komunikacji miejskiej, należy do drugiej strefy biletowej. Posiada połączenia m.in. z: Sutton, West Croydon, East Croydon czy London Bridge Station.